# Сълза
Сълза (мн. ч. сълзи) е телесна течност, която често служи за прочистване и овлажняване на очите в отговор на раздразнение. Процесът на образуването им се нарича сълзене и възниква в слъзните жлези. Най-често сълзите се образуват чрез плач и се свърза със силни вътрешни емоции като тъга, щастие, любов и удоволствие. Смехът и прозяването също могат да доведат до произвеждането на сълзи.
Сълзи произвеждат земноводните, влечугите, птиците и бозайниците. Те са прозрачни и имат слабо алкално действие (рН между 7,3 и 7,5). Сълзенето се активира при определени стимули, например когато нервната система засече опасност за роговицата. Такава опасност може да представлява даден обект или киселина (например киселината, която се отделя при рязането на лук). Друга функция на сълзите е да извеждат чужди частици извън окото.

## Физиология
Основната част от сълзите представлява вода, а останалата е съставена от други неорганични вещества: натриев хлорид, натриев карбонат, магнезиев карбонат и калций. В сълзите се съдържат белтъци и въглехидрати.
При хората слъзният слой, покриващ окото, е съставен от три отделни слоя: липиден слой, воден слой и лигав слой. Наличието на тънък слъзен слой може да попречи на способността за носене на контактни лещи, тъй като количеството нужен кислород е по-високо от нормалното, а контактните лещи спират навлизането на кислород в окото. Очите с тънък слъзен слой изсъхват, докато върху тях са поставени контактни лещи.

## Оттичане на слъзния слой
Слъзните жлези отделят слъзна течност, която тече през главните отделителни канали в пространството между очната ябълка и клепачите. Когато очите мигат, слъзната течност се разпределя по повърхността им. Тя се оттича към слъзните ямки под долните клепачи чрез капилярно действие, след което поема пътя си към носната кухина. Така, обилното отделяне на сълзи може да доведе до разтичане на носа.

## Болести и нарушения
Качеството на зрението се влияе от стабилността на слъзния слой.
Синдромът Крокодилови сълзи (също синдром на Богорад) е рядко последствие от нервна регенерация след паралич на Бел или други увреждания на лицевия нерв, при което еферентните фибри от връхното слюноотделящо ядро се свързват неправилно към нервните аксони, водещи до слъзните жлези, което кара пациентът да рони сълзи, докато отделя слюнка, мирише храна или яде. Поради взаимосвързаността в случая, се счита, че пациентът трябва също да отделя слюнка, докато плаче.
Синдромът на сухото око е често срещано нарушение на слъзния слой. Все пак, пациентите могат да търпят навлажняване на очите, което всъщност е отговор на раздразнение, причинено от дефицита на слъзен слой на първо място.

## Обществен аспект
В почти всички култури, плачът се свързва с течащи сълзи по бузите, придружава с характерни ридаещи звуци. Емоционалните причини за това често са тъга или скръб, но плачът може да се задейства и от гняв, щастие, страх, смях, съжаление или други силни емоции. В много култури плачът се свързва с бебетата и децата. Някои култури считат плаченето за недостойно и детско, което хвърля вина върху тези, които плачат публично, освен ако не става дума за смъртта на близък или роднина. В повечето култури за жените и децата е по-социално приемливо да плачат, отколкото за мъжете. В някои латински региони е приемливо и мъжете да плачат.
Някои съвременни психотерапии учат, че плачът е полезен за здравето и душевното състояние и го поощряват. Неискреното показване на скръб или съжаление понякога се нарича „крокодилски сълзи“ като препратка към древногръцки анекдот, че крокодилите се преструват, че плачат, докато дебнат своята плячка.

## Химикали в сълзите
В проучване, проведено от Вайцманския институт в Реховот, Израел, е установено, че емоционалните сълзи от жени намаляват сексуалната възбуда у мъжете. Също така емоционалните сълзи са съставени от различни химични съставки, отколкото тези, предизвикани от раздразнители на окото и могат да предават химични съобщения към другите. Промяната в сексуалното влечение може да се припише на спад в тестостерона, предизвикан от химикалите в сълзите, които намаляват агресията. При животните е установено, че някои слепи кучета разнасят сълзи по цялото си тяло, за да държат агресивните слепи кучета далеч.